# Hannah Monyer
Hannah Monyer (n. 3 octombrie 1957, Laslea, România) este o neurobiologă româno-germană (sas din Transilvania), directoare a Departamentului de Neurologie Clinică la Spitalul Universitar din Heidelberg din 1999.
După terminarea doctoratului în 1983, Monyer a făcut studii postdoctorale lucrând la Centrul Medical al Universității Stanford. În 1989 s-a întors în Heidelberg, unde și-a stabilit propriul grup de cercetare.

## Premii
În 2004 a fost distinsă cu premiul Gottfried Wilhelm Leibniz în valoare de 1,55 milioane de euro. În anul 2010, Consiliul European pentru Cercetare i-a acordat un total de 1,87 de milioane de euro pentru cercetările ei.